# Charlie Edwards
Charlie Edwards (ur. 8 lutego 1993) – angielski bokser, brązowy medalista Mistrzostw Europy 2011 w kategorii papierowej.

## Kariera amatorska
W 2011 r. został brązowym medalistą w kategorii papierowej na Mistrzostwach Europy w Ankarze. W 1/8 finału, Edwards wyeliminował Białorusina Vadima Kirilenko, pokonując go na punkty (18:9). W ćwierćfinale zmierzył się z Hiszpanem Kelvinem de la Nieve, którego pokonał na punkty (16:13). W półfinale, Edwards przegrał z Azerem Salmanem Əlizadə, zdobywając brązowy medal.
Nie udało mu się zakwalifikować na Igrzyska Olimpijskie w Londynie, ponieważ przegrał z Aleksandyrem Aleksandrowem w kwalifikacjach dla Europy.